# R4-reactor
R4-Reactor (Marviken of Eva) in de provincie Östergötlands län is de vierde kernreactor in Zweden en had een centrale rol in het Zweedse kernwapenprogramma.
De reactor van het type zwaarwaterreactor is in 1970 permanent stilgelegd en heeft nooit gewerkt. Deze reactor was bedoeld voor onderzoek en de kweken van plutonium.